# Karnali (zone)
Karnali is een van de 14 zones van Nepal. De hoofdplaats is de dorpscommissie Kartik Swami, vroeger Jumla genaamd, gelegen in het district Jumla.

## Districten
Karnali is onderverdeeld in vijf districten (Nepalees: jillā):
- Dolpa
- Humla
- Jumla
- Kalikot
- Mugu

Bagmati · Bheri · Dhawalagiri · Gandaki · Janakpur · Karnali · Kosi · Lumbini · Mahakali · Mechi · Narayani · Rapti · Sagarmatha · Seti